# Sun City (Califórnia)
Sun City é uma antiga Região censo-designada localizada no estado americano da Califórnia, no Condado de Riverside.

## Demografia
Segundo o censo americano de 2000, a sua população era de 17.773 habitantes.

## Geografia
De acordo com o United States Census Bureau, tem uma área de 20,2 km², dos quais 20,2 km² cobertos por terra e 0,0 km² cobertos por água.

## Localidades na vizinhança
O diagrama seguinte representa as localidades num raio de 16 km ao redor de Sun City.